# John Lowther du Plat Taylor
John Lowther du Plat Taylor Esq. (* 1829; † 5. März 1904 in London) war ein britischer Manager, Colonel und Gründer des Army Post Office Corps zur Durchführung des Feldpostdienstes.

## Leben
Er entstammte dem französischen Adelsgeschlecht du Plat, dessen erster Vertreter in Deutschland Pierre Joseph du Plat (1657–1709) war, Stammvater der hannoverschen Linie. Mitglieder dieser deutschen Linie traten wiederum in königlich dänische und britische Dienste. Plat Taylor war der Sohn des königlich britischen Generalmajors George Gustavus Charles William du Plat (1796–1854) und der Pauline Gräfin von Hardenberg (1800–1876).
Plat Taylor absolvierte seine militärische Ausbildung an der Royal Military Academy Sandhurst und diente als Soldat anschließend auf Ceylon und Mauritius, bevor er 1844 in den konsularischen Dienst eintrat. Er wurde nach China versetzt, kehrte aber nach zwei Jahren verletzt nach Großbritannien zurück. Im Jahr 1852 kam er als Angestellter an das General Post Office und arbeitete u. a. als Sekretär von Rowland Hill und Privatsekretär des Generalpostmeisters James Graham, 4. Duke of Montrose (1799–1874).
Am 11. Januar 1860 schloss er sich als Captain nebenberuflich dem Freiwilligen-Korps der Civil Service Rifle Volunteers an und kam zu den 21st Middlesex Rifle Volunteers, wo er am 1. Juni 1865 zum Major befördert wurde. 1868 formierte er die Einheit der 49th Middlesex Rifle Volunteers und war seitdem bis 1896 deren Kommandeur. 1880 wurde die Einheit in 24th Middlesex Rifle Volunteers umbenannt, zu deren Honorary Colonel Plat Taylor am 27. Februar 1901 ernannt wurde, nachdem er zuvor die Ränge eines Lieutenant Colonel und Colonels hatte.
Im Jahr 1872 machte er seinen militärischen Vorgesetzten den Vorschlag, ein aus Reservisten bestehendes Telegraph and Postal Corps aufzubauen. 1877 setzte das War Office eine Kommission zur Prüfung dieser Frage ein, doch obwohl die Kommission diesem Vorschlag zugestimmt hatte, verweigerte das War Office zunächst die Umsetzung aus Angst vor allzu hohen Kosten. Erst Mitte Juli 1882 wurde Plat Taylor vom damaligen Postmaster General Henry Fawcett und Kriegsminister Hugh Childers (1827–1896) beauftragt, das Army Post Office Corps (APOC) zu formieren, wozu am 22. Juli 1882 schließlich auch Queen Victoria ihre offizielle Genehmigung erteilte. Plat Taylor bildete das APOC aus seinen 24th Middlesex Rifle Volunteers. Es wurde erstmals 1882 bei der britischen Invasion während der Urabi-Bewegung in Ägypten eingesetzt.
Bereits 1870 hatte Plat Taylor seinen Posten beim General Post Office aufgegeben und war zur Londoner East and West India Docks Company gewechselt, die die East India Docks baute und 1886 in Betrieb nehmen konnte. Zunächst war er Sekretär, später Manager und wurde 1888 zum Direktor ernannt.
Außerdem war er Aufsichtsratsvorsitzender der Nobel-Dynamite Company und stellvertretender AR-Vorsitzender der British South African Explosives Company in London.
Er starb unerwartet am 5. März 1904 in seiner Wohnung (1 Prince's Mansions, Victoria Street) in London und wurde mit allen militärischen Ehren auf dem Brookwood Cemetery nahe Woking (Surrey) beigesetzt.
Seine Enkelin war die britische Meeresarchäologin Joan du Plat Taylor (1906–1983).

## Orden und Ehrenzeichen
- 1887: Companion des zivilen Order of the Bath
- Volunteer Officers' Decoration